# Дисперсная система
Диспе́рсная систе́ма (от лат. dispersio «рассеяние») — образования из фаз (тел), которые практически не смешиваются и не реагируют друг с другом химически. В типичном случае двухфазной системы первое из веществ (дисперсная фаза) мелко распределено во втором (дисперсионная среда). Если фаз несколько, их можно отделить друг от друга физическим способом (центрифугировать, сепарировать и т.д.).
Обычно дисперсные системы — это коллоидные растворы (золи). К дисперсным системам относят также случай твёрдой дисперсной среды, в которой находится дисперсная фаза. Растворы высокомолекулярных соединений также обладают всеми свойствами дисперсных систем.

## Классификация дисперсных систем
Наиболее общая классификация дисперсных систем основана на различии в агрегатном состоянии дисперсионной среды и дисперсной фазы (фаз). Сочетания трёх видов агрегатного состояния позволяют выделить девять видов двухфазных дисперсных систем. Для краткости записи их принято обозначать дробью, числитель которой указывает на дисперсную фазу, а знаменатель — на дисперсионную среду; например, для системы «газ в жидкости» принято обозначение Г/Ж.
| Обозначение | Дисперсная фаза | Дисперсионная среда | Название и пример                                                              |
| ----------- | --------------- | ------------------- | ------------------------------------------------------------------------------ |
| Г/Г         | Газообразная    | Газообразная        | Всегда гомогенная смесь (воздух, природный газ)                                |
| Ж/Г         | Жидкая          | Газообразная        | Аэрозоли: туманы, облака                                                       |
| Т/Г         | Твёрдая         | Газообразная        | Аэрозоли (пыли, дымы), порошкообразные вещества                                |
| Г/Ж         | Газообразная    | Жидкая              | Газовые эмульсии и пены                                                        |
| Ж/Ж         | Жидкая          | Жидкая              | Эмульсии: нефть, крем, молоко, кровь                                           |
| Т/Ж         | Твёрдая         | Жидкая              | Суспензии и золи: пульпа, ил, взвесь, паста                                    |
| Г/Т         | Газообразная    | Твёрдая             | Пористые тела: пенополимеры, пемза                                             |
| Ж/Т         | Жидкая          | Твёрдая             | Капиллярные системы (заполненные жидкостью пористые тела): грунт, почва        |
| Т/Т         | Твёрдая         | Твёрдая             | Твёрдые гетерогенные системы: сплавы, бетон, ситаллы, композиционные материалы |

По кинетическим свойствам дисперсной фазы двухфазные дисперсные системы можно разделить на два класса:
- Свободнодисперсные системы, у которых дисперсная фаза подвижна;
- Связнодисперсные системы, у которых дисперсионная среда твёрдая, а частицы их дисперсной фазы связаны между собой и не могут свободно перемещаться.

В свою очередь, эти системы классифицируются по степени дисперсности.
Системы с одинаковыми по размерам частицами дисперсной фазы называются монодисперсными, а с неодинаковыми по размеру частицами — полидисперсными. Как правило, окружающие нас реальные системы полидисперсны.
Встречаются и дисперсные системы с бо́льшим числом фаз — сложные дисперсные системы. Например, при вскипании жидкой дисперсионной среды с твёрдой дисперсной фазой получается трёхфазная система «пар — капли — твёрдые частицы».
Другим примером сложной дисперсной системы может служить молоко, основными составными частями которого (не считая воды) являются жир, казеин и молочный сахар. Жир находится в виде эмульсии и при стоянии молока постепенно поднимается кверху (сливки). Казеин содержится в виде коллоидного раствора и самопроизвольно не выделяется, но легко может быть осаждён (в виде творога) при подкислении молока, например, уксусом. В естественных условиях выделение казеина происходит при скисании молока. Наконец, молочный сахар находится в виде молекулярного раствора и выделяется лишь при испарении воды.

### Свободнодисперсные системы
Свободнодисперсные системы по размерам частиц подразделяют на:
| Название                | Размер частиц, м | Основные признаки гетерогенных систем |
| ----------------------- | ---------------- | --- |
| Ультрамикрогетерогенные | 10−9…10−7        | — гетерогенные; — частицы проходят через бумажный фильтр и не проходят через ультрафильтр — частицы не видны в оптический микроскоп, а видны в электронный микроскоп и обнаруживаются в ультрамикроскоп — относительно устойчивы кинетически — прозрачные, рассеивают свет (дают конус Фарадея — Тиндаля) |
| Микрогетерогенные       | 10−7…10−5        | |
| Грубодисперсные         | более 10−5       | |

Ультрамикрогетерогенные системы также называют коллоидными или золями. В зависимости от природы дисперсионной среды, золи подразделяют на твёрдые золи, аэрозоли (золи с газообразной дисперсионной средой) и лиозоли (золи с жидкой дисперсионной средой). К микрогетерогенным системам относят суспензии, эмульсии, пены и порошки. Наиболее распространёнными грубодисперсными системами являются системы «твёрдое тело — газ» (например, песок).
Коллоидные системы играют огромную роль в биологии и человеческой жизни. В биологических жидкостях организма ряд веществ находится в коллоидном состоянии. Биологические объекты (мышечные и нервные клетки, кровь и другие биологические жидкости) можно рассматривать как коллоидные растворы. Дисперсионной средой крови является плазма — водный раствор неорганических солей и белков.

### Связнодисперсные системы

#### Пористые материалы
Пористые материалы по размерам пор подразделяют, согласно классификации М. М. Дубинина, на:
| Название      | Размер частиц, мкм |
| ------------- | ------------------ |
| Микропористые | менее 2            |
| Мезопористые  | 2-200              |
| Макропористые | более 200          |

По рекомендации ИЮПАК, микропористыми называют пористые материалы с размерами пор до 2 нм, мезопористыми — от 2 до 50 нм, макропористыми — свыше 50 нм.
По своей структуре пористые материалы подразделяют на корпускулярные и губчатые. Корпускулярные тела образуются срастанием отдельных структурных элементов (обычно разной формы и размера) — как не пористых, так и обладающих первичной пористостью (пористая керамика, бумага, ткань и др.); порами здесь служат промежутки между структурами элементов. Губчатые тела являются промежутками между этими частицами и их ансамблями. Губчатые тела могут сформироваться в результате топохимических реакций, выщелачивания некоторых компонентов твёрдых гетерогенных систем, пиролитического разложения твёрдых веществ, поверхностной и объёмной эрозии; в них поры обычно представляют собой сеть каналов и полостей различной формы и переменного сечения.
По геометрическим признакам пористые структуры подразделяются на регулярные (у которых в объёме тела наблюдается правильное чередование отдельных пор или полостей и соединяющих их каналов) и стохастические (в которых ориентация, форма, размеры, взаимное расположение и взаимосвязи пор носят случайный характер). Для большинства пористых материалов характерна стохастическая структура. Имеет значение и характер пор: открытые поры сообщаются с поверхностью тела так, что через них возможна фильтрация жидкости или газа; тупиковые поры также сообщаются с поверхностью тела, но их наличие на проницаемости материала не сказывается; закрытые поры.

#### Твёрдые гетерогенные системы
Характерным примером твёрдых гетерогенных систем являются получившие в последнее время широкое распространение композиционные материалы (композиты) — искусственно созданные сплошные, но неоднородные, материалы, которые состоят из двух или более компонентов с чёткими границами раздела между ними. В большинстве таких материалов (за исключением слоистых) компоненты можно разделить на матрицу и включённые в неё армирующие элементы; при этом армирующие элементы обычно отвечают за механические характеристики материала, а матрица обеспечивает совместную работу армирующих элементов. К числу старейших композиционных материалов относятся саман, железобетон, булат, папье-маше. Ныне широко распространены фиброармированные пластики, стеклопластик, металлокерамика, нашедшие применение в самых различных областях техники.

## Движение дисперсных систем
Изучением движения дисперсных систем занимается механика многофазных сред. В частности, задачи оптимизации различных теплоэнергетических устройств (паротурбинных установок, теплообменников и др.), а также разработки технологий нанесения различных покрытий делают актуальной проблему математического моделирования пристеночных течений смеси «газ — жидкие капли». В свою очередь, значительное разнообразие структуры пристеночных течений многофазных сред, необходимость учёта различных факторов (инерционность капель, образование жидкой плёнки, фазовые переходы и др.) требуют построения специальных математических моделей многофазных сред, активно разрабатываемых в настоящее время.
Возможности аналитического исследования нестационарных газодинамических течений многофазных дисперсных сред, в которых несущая газообразная фаза включает мелкие твёрдые или жидкие включения («частицы»), сильно ограничены, и на первый план выходят методы вычислительной механики. Значительную актуальность при этом приобретает изучение таких течений при наличии интенсивных фазовых переходов — например, при анализе аварийных ситуаций в системах охлаждения атомных электростанций, исследовании вулканических извержений и в ряде технологических приложений, включая оптимизацию устройств, которые позволяют создавать высокоскоростные многофазные струи.